# Comuna Pidlubî, Iemilciîne
Pidlubî (în ucraineană Підлубівська сільська рада) este o comună în raionul Iemilciîne, regiunea Jîtomîr, Ucraina, formată din satele Nîtîne și Pidlubî (reședința).

## Demografie
Componența lingvistică a comunei Pidlubî
     Ucraineană (92,72%)
     Rusă (7,1%)
Conform recensământului din 2001, majoritatea populației comunei Pidlubî era vorbitoare de ucraineană (92,72%), existând în minoritate și vorbitori de rusă (7,1%).